# 마하바라타

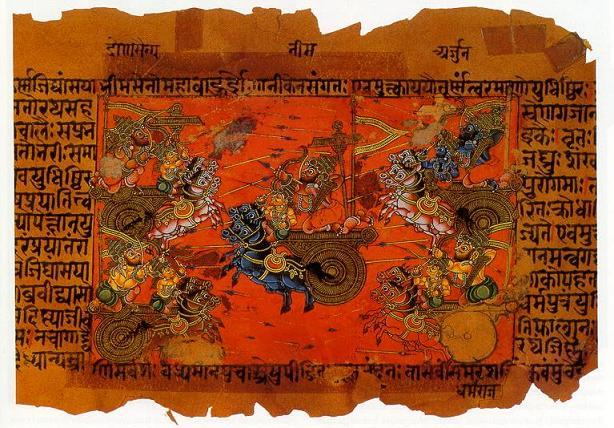
마하바라타의 한 장면

《마하바라타》(산스크리트어: महाभारतम् 마하바라탐)는 라마야나, 바가바탐과 함께 인도의 3대 고대 서사시 가운데 하나이다. 주요 줄거리는 고대 인도에 존재하던 쿠루 왕국의 두 왕족 세력들인 판다바와 카우라바 간의 갈등으로, 서사시의 내용은 후기 베다 시대에 해당하는 기원전 10세기에 있었던 실제 사건을 기반으로 창작되며 만들어졌다. 비야사가 저술한 이 서사시는 오늘날에는 세계에서 세 번째로 긴 서사시로, 고대문학의 중요한 유산이며, 인도인들에게는 종교적으로나 철학적으로 커다란 의미를 지닌다. 마하바라타의 제6권 <비스마파르바>의 일부인 바가바드 기타는 힌두교 사상의 정수를 담고 있다.
마하바라타는 "위대한 바라타 왕조"라는 의미이며 더 넓게는 "위대한 인도의 역사"로도 번역할 수 있다. ("바라트"는 인도 정부에서 사용하는 자국의 공식 명칭이기도 하다.) 총 20만 개가 넘는 운문, 250만여 개의 단어로 이루어져 있다.
오늘날 현존하는 가장 오래된 마하바라타 사본은 사라다 문자(Sharada script)로 기록된 대략 11세기 경의 "Palm-leaf Manuscript of the Mahabharata"이다. 해당 사본은 현재 인도 푸네(Pune)에 위치한 반다카르 인스티튜트(Bhandarkar Oriental Research Institute)에서 소장하고 있다.

## 영향
마하바라타는 이후 인도의 문학과 문화 전반에 많은 영향을 미쳤다. 인도 사람들은 흔히 "세상의 모든 것이 마하바라타에 있고, 마하바라타에 없는 것은 세상에도 없다"고 말한다. 비야사는 왕들과 영웅들의 이야기에 인도의 신화를 함께 엮어 넣었으며 이야기의 전개를 통해 힌두교의 기본 교의인 다르마(법)와 카마(감각적 쾌락), 아르타(세속적욕망), 모크샤(해탈) 등의 의미를 설명한다. 이 때문에 마하바르타는 영웅 서사시의 면모와 함께 경전으로서 지위를 갖는다.

## 줄거리
쿠루 왕국의 왕 산타누의 후손인 판다바 형제들과 두료다나 형제간의 전쟁이 주요 줄거리이다. 등장인물에 얽힌 이야기와 등장인물들이 다르마와 카르마에 대해 노래하는 게송 등이 복잡하게 얽혀 있다.

### 산스크리트어 원문
- Mahabharata major ancient Sanskrit epics of India
- 괴팅겐 대학교 도서관에서 음역
- (데바나가리와 음역) 인터넷 경전 도서관에서 음역

### 영어 번역본
- sacred-texts.com에 실린 키사리 모한 강굴리의 번역